# Джейн Остин на Манхэттене
«Джейн Остин на Манхэттене» (англ. Jane Austen in Manhattan) — фильм Merchant Ivory Productions для телекомпании London Weekend Television (1980). Последняя работа Энн Бакстер и дебют Шон Янг.

Актёры авангардистской театральной труппы обсуждают свою постановку

## Сюжет
Театральные конкурирующие труппы борются за постановку своей уникальной детской версии пьесы Джейн Остин. Джордж Мидаш покупает рукопись пьесы на аукционе Сотбис для Пьера — главы авангардистской театральной группы. Другая труппа, возглавляемая Лилиан Зорска, стремится преподнести собственную версию пьесы в классическом варианте. У Пьера есть Ариадна Чарльтон — молодая актриса, которая присоединяется к его группе. Лилиан решается посоперничать в остроумии с Пьеро.

## Актёрский состав
| В ролях        |  | Персонаж                             |
| -------------- |  | ------------------------------------ |
| Энн Бакстер    |  | Лилиан Зорска                        |
| Роберт Пауэлл  |  | Пьер                                 |
| Майкл Уэйджер  |  | Джордж Мидаш                         |
| Тим Чоут       |  | Джейми                               |
| Чарльз Маккоан |  | Билли                                |
| Шон Янг        |  | Ариадна Чарльтон                     |
| Бернард Барроу |  | мистер Полсон                        |
| Сандра Сикет   |  | женщина в благотворительном магазине |